# 黄金通
黄金通（こがねどおり）は、愛知県名古屋市中村区の地名。現行行政地名は黄金通1丁目から黄金通8丁目。住居表示未実施。

## 地理
名古屋市中村区中央南部に位置する。南は中川区、北は太閤通に接する。

## 歴史

### 地名の由来
成立当時、当地が一面稲穂の黄金色で埋め尽くされていたことに由来するという。

### 読み方について
1939年（昭和14年）6月の町名制定当初からの読みは「おうごんどおり」であった。これは当時の土地区画整理組合による上申書に従い、愛知県により「オウゴンドホリ」の読みにより告示されたものによる。しかし、駅名や中学校名などにも使われていた「こがね」が住民などの間で一般的に使われていたため、2016年（平成28年）8月には、地元住民などから名古屋市当局に対し、読みの変更を求める声が挙がった。町名・町界審議会により検討がなされ、2017年（平成29年）1月5日に読み方を「こがねどおり」とする旨の市長宛の答申を行った。
2017年（平成29年）6月1日に読みの変更が告示され、同月13日から正式に読みが「こがねどおり」に変更された。

### 沿革
- 1939年（昭和14年）6月1日 - 中村区米野町字板海道・字高道・字茶ノ木島の各一部により、黄金通2丁目が成立する[1]。
- 1940年（昭和15年）2月15日 - 中村区米野町字高道の一部が黄金通2丁目に編入される[1]。
- 1941年（昭和16年）1月1日 - 以下の通り、異同が実施された[13]。
  - 黄金通1丁目が、米野町字西中田・字若宮前・字若宮裏の各一部により成立[13]。
  - 黄金通3丁目が、米野町字板海道・字西田面・字下流レ・字深ノ川の各一部により成立[13]。
  - 黄金通4丁目が、米野町字深ノ川・字下流レおよび北一色町字深井・字京田の各一部により成立[14]。
  - 黄金通5丁目が、北一色町字深井・字京田の各一部により成立[15]。
  - 黄金通6丁目が、北一色町字京田の一部により成立[15]。
  - 黄金通7丁目が、北一色町字京田・字江田および長良町字川原の各一部により成立[15]。
  - 黄金通8丁目が、長良町字川原および北一色町字江田・字三ツ池の各一部により成立[15]。
- 2017年（平成29年）6月13日 - 正式に読みを「こがねどおり」に変更[6][8]。

## 世帯数と人口
2019年（平成31年）2月1日現在の世帯数と人口は以下の通りである。
| 町丁   | 世帯数  | 人口    |
| ------ | ------- | ------- |
| 黄金通 | 910世帯 | 1,381人 |

### 人口の変遷
国勢調査による人口の推移
| 1950年（昭和25年） | 608人   | [ 統計 1 ]  |  |
| 1955年（昭和30年） | 641人   | [ 統計 1 ]  |  |
| 1960年（昭和35年） | 1,016人 | [ 統計 2 ]  |  |
| 1965年（昭和40年） | 1,152人 | [ 統計 2 ]  |  |
| 1970年（昭和45年） | 1,045人 | [ 統計 3 ]  |  |
| 1975年（昭和50年） | 969人   | [ 統計 3 ]  |  |
| 1980年（昭和55年） | 848人   | [ 統計 4 ]  |  |
| 1985年（昭和60年） | 712人   | [ 統計 4 ]  |  |
| 1990年（平成2年）  | 899人   | [ 統計 5 ]  |  |
| 1995年（平成7年）  | 1,116人 | [ 統計 6 ]  |  |
| 2000年（平成12年） | 1,269人 | [ 統計 7 ]  |  |
| 2005年（平成17年） | 1,212人 | [ 統計 8 ]  |  |
| 2010年（平成22年） | 1,437人 | [ 統計 9 ]  |  |
| 2015年（平成27年） | 1,371人 | [ 統計 10 ] |  |

## 学区
市立小・中学校に通う場合、学校等は以下の通りとなる。また、公立高等学校に通う場合の学区は以下の通りとなる。
| 丁目        | 小学校                                                         | 中学校                                    | 高等学校 |
| ----------- | -------------------------------------------------------------- | ----------------------------------------- | -------- |
| 黄金通1丁目 | 名古屋市立牧野小学校 名古屋市立米野小学校 名古屋市立日吉小学校 | 名古屋市立黄金中学校 名古屋市立豊国中学校 | 尾張学区 |
| 黄金通2丁目 | 名古屋市立牧野小学校 名古屋市立米野小学校 名古屋市立日吉小学校 | 名古屋市立黄金中学校 名古屋市立豊国中学校 | 尾張学区 |
| 黄金通3丁目 | 名古屋市立牧野小学校 名古屋市立米野小学校 名古屋市立日吉小学校 | 名古屋市立黄金中学校 名古屋市立豊国中学校 | 尾張学区 |
| 黄金通4丁目 | 名古屋市立牧野小学校 名古屋市立米野小学校 名古屋市立日吉小学校 | 名古屋市立黄金中学校 名古屋市立豊国中学校 | 尾張学区 |
| 黄金通5丁目 | 名古屋市立牧野小学校 名古屋市立米野小学校 名古屋市立日吉小学校 | 名古屋市立黄金中学校 名古屋市立豊国中学校 | 尾張学区 |
| 黄金通6丁目 | 名古屋市立牧野小学校 名古屋市立米野小学校 名古屋市立日吉小学校 | 名古屋市立黄金中学校 名古屋市立豊国中学校 | 尾張学区 |
| 黄金通7丁目 | 名古屋市立牧野小学校 名古屋市立米野小学校 名古屋市立日吉小学校 | 名古屋市立黄金中学校 名古屋市立豊国中学校 | 尾張学区 |
| 黄金通8丁目 | 名古屋市立日吉小学校                                           | 名古屋市立豊国中学校                      | 尾張学区 |

## 交通

### 鉄道
- 近鉄名古屋線
  - 黄金駅

### 道路
- 名古屋市道名古屋環状線[10]（環状線）
- 黄金跨線橋[10]（環状線・愛知県道115号津島七宝名古屋線）
- 名古屋高速5号万場線[10]

## その他

### 日本郵便
- 郵便番号 : 453-0804[4]（集配局：中村郵便局[18]）。